# Lamontichthys maracaibero
Lamontichthys maracaibero es una especie de pez siluriforme de la familia Loricariidae, endémica de la cuenca del lago Maracaibo.

## Morfología
Los machos pueden llegar alcanzar los 18,5 cm de longitud total.

## Hábitat
Es un pez de agua dulce y de clima tropical.

## Distribución geográfica
Se encuentran en Sudamérica:  cuenca del lago Maracaibo (Venezuela ).

## Observaciones
Necesita aguas bien oxígenadas.